# ديكلان جون
ديكلان جون (بالإنجليزية: Declan John)‏ (30 يونيو 1995 المملكة المتحدة - ) هو لاعب كرة قدم بريطاني، يلعب كمدافع.

## وصلات خارجية
ديكلان جون على موقع الاتحاد الأوربي (الإنجليزية)
- ديكلان جون على موقع قاعدة بيانات كرة القدم.إي يو (الإنجليزية)
- ديكلان جون على موقع ناشيونال فوتبول تيمز (الإنجليزية)
- ديكلان جون على موقع Soccerbase.com (لاعب) (الإنجليزية)
- ديكلان جون على موقع Soccerway.com (الإنجليزية)
- ديكلان جون على موقع عالم كرة القدم.نت (الإنجليزية)
- ديكلان جون على موقع AS.com (الإسبانية)